# Синдром Фитца — Хью — Куртиса
Синдром Фитца-Хью-Куртиса (перигепатит, глиссонит) — воспаление фиброзной капсулы печени, ассоциированное с воспалительными заболеваниями таза, протекающее обычно с образованием спаек с диафрагмой и/или передней брюшной стенкой. В этиологии заболевания доминируют Хламидии (Chlamydia trachomatis), на втором месте Гонококки (Neisseria gonorrhoeae). В связи с чем встречается также название «Венерический перигепатит».
Симптомы включают в себя боли разной интенсивности с локализацией в правом подреберье, рвоту, повышение температуры тела и признаки общей интоксикации. При хроническом течении проявления менее выражены: на первом месте болезненность и дискомфорт в области печени.
В 95 % случаев перигепатит диагностируется у молодых сексуально активных пациентов, чаще у женщин. При появлении у молодой женщины, ведущей половую жизнь, клинической картины, сходной с холециститом (лихорадка, боль в правом подреберье с острым или подострым началом), существует вероятность перигепатита. Симптомы сальпингита при этом могут быть стёртыми. Симптомы перигепатита (обычно боль в правом подреберье при резких движениях и при глубоком вдохе) и болезненность этой области при пальпации, встречаются в 3-10 % случаев острых воспалительных заболеваний матки и придатков. Эти симптомы могут появляться одновременно с симптомами основного заболевания или позже, маскируя боль внизу живота и ведя к ошибочному диагнозу холецистита.